# Bálint (szerzetes)
Bálint (Valentinus) (15. század) ferences rendi szerzetes.
Mint Husz János eretnekségének híve a pápai inkvizítor elől 1436 és 1439 közt a Pétervárad melletti Kamenicből Moldvába menekült és itt társával, Tamással, magyarra fordította a teljes Bibliát. Ennek töredékeit három kódex tartotta fönn: a Bécsi-kódex, a Müncheni-kódex és az Apor-kódex.